# Кинг (остров, Британска Колумбия)
Вижте пояснителната страница за други значения на Кинг.

Остров Кинг (на английски: King Island) е 7-ият по големина остров край западните брегове на Канада в Тихия океан. Площта му е 808 km2, която му отрежда 54-то място сред островите на Канада. Административно принадлежи към канадската провинция Британска Колумбия. Необитаем.
Островът се намира край западното крайбрежие на Британска Колумбия, в дъното на залива Фиц Хю, който се разделя от острова на два протока (канали) – от север Фишер и Дийн, а от юг Бърк, които навлизат дълбоко във вътрешността на континента. Протока Дийн на север е с минимална ширина от 1,9 км, а Бърк на юг от 2,1 км. На изток е протока Лабоучер с ширина от 1,8 км. На запад, на 3 км е североизточния бряг на остров Хънтър.
Бреговата линия с дължина 236 километра е слабо разчленена, с изключение на северното крайбрежие, където има два залива – Еванс и Джени, които почти разделят острова на три части. Кинг има издължена, почти бъбрековидна форма от запад-югозапад на изток-североизток с дължина 71 км и максимална ширина от 16 км.
По-голямата част на острова е хълмиста, но на изток се извисява доста висока планина с максимална височина от 1679 м (връх Фаркуър). На острова има няколко езера по-големи от които са Фоур и Сагър.
Климатът е умерен, морски, влажен, предпоставка за пълноводни почти през цялата година къси реки, като най-голямата Фаркуър протича в североизточната част. Голяма част от острова е покрит с гъсти иглолистни гори, които предоставят идеални условия за богат животински свят.
Островът е открит и изследван през 1793 г. от английския мореплавател Джордж Ванкувър и кръстен в чест на капитан Джеймс Кинг (1750-1784), под командването на когото служи като гардемарин на кораба „Дискавъри“ по време на третата (1776-1780) експедиция на Джеймс Кук.
|  | Тази страница частично или изцяло представлява превод на страницата „Кинг (остров, Британская Колумбия)“ в Уикипедия на руски. Оригиналният текст, както и този превод, са защитени от Лиценза „Криейтив Комънс – Признание – Споделяне на споделеното“, а за съдържание, създадено преди юни 2009 година – от Лиценза за свободна документация на ГНУ. Прегледайте историята на редакциите на оригиналната страница, както и на преводната страница, за да видите списъка на съавторите. ВАЖНО: Този шаблон се отнася единствено до авторските права върху съдържанието на статията. Добавянето му не отменя изискването да се посочват конкретни източници на твърденията, които да бъдат благонадеждни. |